# GEDOK-Haus

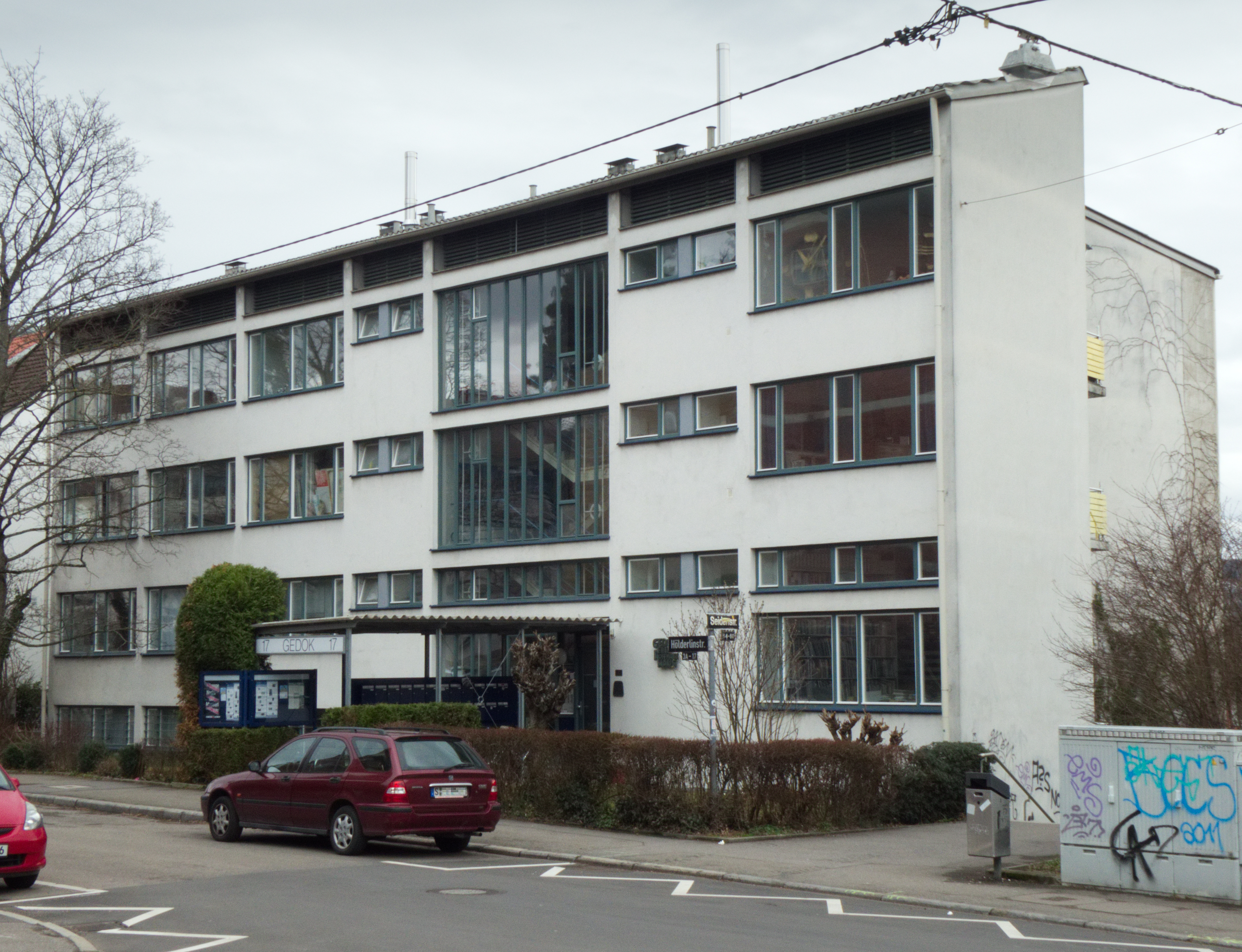
GEDOK-Haus Stuttgart

Das GEDOK-Haus in der Hölderlinstraße 17 in Stuttgart ist ein Kulturdenkmal, benannt nach der Künstlergemeinschaft GEDOK. Es wurde 1954 von der Architektin Grit Bauer-Revellio im sachlich-funktionalen Stil entworfen und 1955 fertiggestellt, um Künstlern eine kombinierte Wohn- und Arbeitsstätte zu bieten. Das Gebäude gilt als ein bemerkenswertes Beispiel funktionaler Architektur, die den künstlerischen und sozialen Bedürfnissen der Nachkriegszeit gerecht wurde.

## Beschreibung
Das Grundstücksareal umfasst das fünfgeschossige Hauptgebäude, einen Garten sowie das Gartenatelierhaus mit Ballett- und Tanzsaal aus dem Jahr 1958. Das GEDOK-Haus in Stuttgart entstand aus einem Architekturwettbewerb, den die junge Architektin Grit Revellio 1953 gewann. Es war der erste Architekturwettbewerb in Stuttgart, der sich ausschließlich an Architekten wandte, und das erste Wohn- und Atelierhaus in Deutschland, das speziell für Künstler gebaut wurde. Das Projekt bot Frauen einen selbstdefinierten Raum im Kunstbetrieb. Das Gebäude wurde 2011 und 2015 von der Deutschen Stiftung Denkmalschutz umfassend saniert. Die Restaurierungsmaßnahmen, darunter die Erneuerung von Fenstern und Türen, wurden mit Mitteln der GlücksSpirale gefördert. Das Gebäude wurde mit dem Paul-Bonatz-Preis ausgezeichnet und steht seit 2016 unter Denkmalschutz.
Die GEDOK wurde 1926 von Ida Dehmel gegründet, um Frauen in verschiedenen Kunstgattungen zu fördern. Die Stuttgarter Gruppe formierte sich 1937 und nahm nach dem Zweiten Weltkrieg 1946 als erste Regionalgruppe ihre Arbeit wieder auf.

## Architektur
Das Gebäude ist ein exemplarisches Werk der Nachkriegsarchitektur, das funktionale Gestaltung mit künstlerischen Anforderungen vereint. Es umfasst Wohn- und Atelierräume & Veranstaltungsräume. 
Drei Typen von Ateliers bieten maßgeschneiderte Arbeits- und Wohnbedingungen. Die Nordseite zeichnet sich durch große Fenster aus, die gleichmäßiges Licht für bildende Künstlerinnen garantieren. Die Südseite bietet Wohnräume mit Balkonen und Blick über Stuttgart. Im Untergeschoss befindet sich ein multifunktionaler Saal für Konzerte, Ausstellungen und Lesungen. Ein separater Tanzsaal im Gartenatelierhaus wird für Bewegungs- und Tanzkunst genutzt.
Das Gebäude erhielt 1958 den renommierten Paul Bonatz Preis, eine Würdigung seiner baulichen und künstlerischen Qualität.

## Nutzung
Das GEDOK-Haus ist ein Zentrum für Kunst und Kultur und bietet:
- Wohnateliers: Die Räume bieten Künstlern eine Kombination aus privatem Wohnen und produktiver Arbeitsumgebung.
- Veranstaltungsräume: Der Ausstellungs- und Konzertsaal sowie der Tanzsaal im Garten-Atelierhaus sind Schauplätze für interdisziplinäre Workshops, Aufführungen, Lesungen, Konzerte und Ausstellungen.
- Öffentliche Zugänglichkeit: Das Haus lädt regelmäßig zu kulturellen Veranstaltungen ein, um einen Dialog zwischen Künstlern und der Gesellschaft zu fördern.
- Internationale Vernetzung: Gastateliers und Workshops fördern den Austausch mit Künstlern aus anderen Ländern und tragen zu einer globalen Vernetzung der GEDOK-Gruppe bei.[5]